# Warren Ingersoll
Warren Ingersoll (ur. 22 marca 1908 w Filadelfii, zm. 6 września 1995 w Spring House) – amerykański hokeista na trawie.

## Życiorys
Był synem Edwarda i Emily Norris Vaux. Ukończył St. Paul's School w Concord, a następnie rozpoczął naukę na Princeton University, gdzie grał w uniwersyteckiej drużynie piłkarskiej, baseballowej i hokeja na trawie, a także był członkiem Ivy Club, któremu później przewodniczył. W 1931, po zakończeniu drugiego roku studiów, porzucił naukę na uniwersytecie i zaczął pracować w rodzinnej firmie kolejowej w stanie Oklahoma. Podczas II wojny światowej służył w armii, osiągając rangę majora. W 1932 wystąpił na igrzyskach olimpijskich, na których był członkiem amerykańskiej drużyny hokeja na trawie, która zdobyła brązowy medal. Na igrzyskach zagrał w jednym meczu – przegranym 2:9 starciu z Japonią. W 1940 wygrał U.S. Amateur Racquets Championship. Był członkiem dwóch klubów golfowych – Gulf Mills i Pine Valley. W latach 1973–1975 był prezesem U.S. Seniors Golf Association. Do 1978 pełnił funkcję prezesa firmy F. G. Okie, Inc., zajmującej się opieką medyczną.
Był żonaty z Elizabeth B. Miał trzy siostry.